# Phthanotrochus
Phthanotrochus es un género de foraminífero bentónico de la familia Phthanotrochidae, del suborden Allogromiina y del orden Allogromiida. Su especie tipo es Phthanotrochus arcanus. Su rango cronoestratigráfico abarca el Holoceno.

## Clasificación
Phthanotrochus incluye a la siguiente especie:
- Phthanotrochus arcanus †